# Bettina Götz
Bettina Götz (* 1962 in Bludenz) ist eine österreichische Architektin und seit 2006 Professorin für Entwerfen und Baukonstruktion an der Universität der Künste Berlin. Sie führt zusammen mit Richard Manahl das Büro ARTEC Architekten in Wien.

## Werdegang
Bettina Götz absolvierte 1987 ein Studium der Architektur an der TU Graz. Bereits 1985 gründete sie zusammen mit Richard Manahl das Architekturbüro ARTEC Architekten in Wien. Im Jahr 2000 hatte sie eine Gastprofessur am Institut für Gebäudelehre der TU Wien inne. Im Jahr 2006 wurde sie an die Universität der Künste Berlin berufen. Sie war unter anderem im Jahr 2008 Kommissarin des österreichischen Beitrags zur 11. Architekturbiennale Venedig, in den Jahren 2009 bis 2013 Vorsitzende des Beirats für Baukultur des Bundeskanzleramts in den Jahren 2009 bis 2013 und ist seit 2013 Vorstandsmitglied der Wiener Secession.

## Werke
Bettina Götz ist sowohl in Lehre und Forschung als auch praktischer Tätigkeit vorrangig für Projekte Rund um den Wohnungsbau bekannt. Bauten ihres Büros ARTEC Architekten umfassen unter anderen den sozialen Wohnungsbau "Bremer Stadtmusikanten" (2009) in der Tokiostraße in Wien und das Wohnheim "Olympisches Dorf" (2015) in Innsbruck. Ein älteres Projekt im kleineren Maßstab ist der Umbau eines Stallgebäudes "Raum Zita Kern - Zubau" in Raasdorf aus dem Jahr 1998.

## Auszeichnungen
- 2005 Preis der Stadt Wien für Architektur[9]
- 2008 Anerkennung Ernst-A.-Plischke-Preis: Wohnhaus B-B Bocksdorf 2005